# Bentivoglio
Bentivoglio – miejscowość i gmina we Włoszech, w regionie Emilia-Romania, w prowincji Bolonia.
Według danych na styczeń 2009 gminę zamieszkiwało 5151 osób przy gęstości zaludnienia 100,7 os./1 km².